# Selenops radiatus
Selenops radiatus är en spindelart som beskrevs av Pierre André Latreille 1819. Selenops radiatus ingår i släktet Selenops och familjen Selenopidae. Utöver nominatformen finns också underarten S. r. fuscus.